# Наводнение
Наводне́ние — значительное затопление определённой территории в результате подъёма уровня воды в реке, озере, водохранилище, наносящее материальный ущерб экономике, социальной сфере и природной среде.
Наводнения случаются на многих реках Западной Европы — Дунае, Сене, Роне, По и других, а также на реках Янцзы и Хуанхэ в Китае, Миссисипи и Хайегохо в США. На территории бывшего СССР большие наводнения наблюдались на Днепре (1931 год), Волге (1908 год и 1926 год) и в Комсомольске-на-Амуре (2013 год).

## Типы наводнений

### Половодье
- Половодье  — периодически повторяющийся, довольно продолжительный подъём уровня воды в реках, обычно вызываемый весенним таянием снега на равнинах или дождевыми осадками. Затапливает низкие участки местности. Половодье может принимать катастрофический характер, если инфильтрационные свойства почвы значительно уменьшились за счёт перенасыщения её влагой осенью и глубокого промерзания в суровую зиму.

### Паводок
- Паводок — интенсивный, сравнительно кратковременный подъём уровня воды в реке, вызываемый обильными дождями, ливнями, иногда быстрым таянием снега при оттепелях. В отличие от половодий, паводки могут повторяться несколько раз в году. Особую угрозу представляют так называемые внезапные паводки, связанные с кратковременными, но очень интенсивными ливнями, которые случаются и зимой из-за оттепелей.

### Сопротивление водному потоку в русле реки
- Затор — закупоривание русла неподвижным ледяным покровом и нагромождением льдин во время весеннего ледохода в сужениях и на излучинах русла реки, стесняющее течение и вызывающее подъём уровня воды в месте скопления льда и выше него. Заторные наводнения образуются в конце зимы или начале весны, и возникают из-за неодновременного вскрытия больших рек, протекающих с юга на север. Вскрывшиеся южные участки реки в своём течении запруживаются скоплением льда в северных районах, что нередко вызывает значительное повышение уровня воды. Заторные наводнения характеризуются высоким и сравнительно кратковременным подъёмом уровня воды в реке.
- Зажор — ледяная пробка, скопление внутриводного, рыхлого льда во время зимнего ледостава в сужениях и на излучинах русла, вызывающее подъём воды на некоторых участках выше уровня основного русла реки. Зажорные наводнения образуются в начале зимы и характеризуются значительным, однако меньшим, чем при заторе, подъёмом уровня воды и более значительной продолжительностью наводнения.

### Ветровой нагон воды
- Ветровой нагон — это подъём уровня воды в морских устьях крупных рек и на ветреных участках побережья морей, крупных озёр, водохранилищ, вызванный воздействием сильного ветра на водную поверхность. Характеризуются отсутствием периодичности, редкостью и значительным подъёмом уровня воды, а также, как правило, кратковременностью. Наводнения такого типа наблюдались в Ленинграде (1824 и 1924 года), Нидерландах (1953 год).

### Иные типы наводнений
Реже происходят такие разновидности наводнений, как разлив воды из водохранилища, водоёма, образующийся при прорыве сооружения напорного фронта гидротехнических сооружений (плотины, дамбы и т. п.), или при аварийном сбросе воды из водохранилища, а также при прорыве естественной плотины, образовавшейся при землетрясениях, оползнях, обвалах и т. п. Характеризуется образованием волны прорыва с последующим неуправляемым перемещением больших масс воды, приводящей к затоплению больших территорий и разрушению или повреждению встречающихся на пути её движения строений (зданий, сооружений и др.). Наводнение такого типа, тем не менее, очень кратковременно.

## Классификация наводнений по нанесению ущерба

### Низкие (малые)
Наблюдаются, в основном, на равнинных реках. Почти не нарушают ритма жизни населения, но наносят незначительный материальный ущерб. Частота их повторения — примерно один раз в 5—10 лет.

### Высокие (большие)
Наносят ощутимый материальный ущерб, охватывают сравнительно большие земельные участки речных долин. Существенно нарушают хозяйственный и бытовой уклад населения. Могут привести к частичной эвакуации людей. Повторяются: раз в 20—25 лет.

### Выдающиеся
Наносят большой материальный ущерб, охватывая целые речные бассейны. Затапливают некоторые населённые пункты. Парализуют хозяйственную деятельность и резко нарушают бытовой уклад жизни населения. Приводят к массовой эвакуации населения и защите наиболее важных хозяйственных объектов. Повторяемость: раз в 50—100 лет.

### Катастрофические
Приводят к гибели людей, непоправимому экологическому ущербу, наносят материальный ущерб, охватывая громадные территории в пределах одной или нескольких водных систем. Затапливается множество населённых пунктов, промышленных предприятий и инженерных коммуникаций. При этом полностью парализуется хозяйственная и производственная деятельности, временно изменяется жизненный уклад населения. Эвакуация сотен тысяч жителей, неизбежная гуманитарная катастрофа требует участия всего мирового сообщества. Проблема одной страны становится проблемой всего мира. В случае близкого расположения города к реке, испытывающей наводнение, на не очень высоком месте, как правило, затапливает и его. Повторяемость: раз в 100—200 лет.

## Причины наводнений

### Продолжительные дожди
Длительные дожди являются первой причиной возникновения наводнений. В основном они встречаются в регионах с влажным климатом, летом или осенью. Продолжительные дожди приводят к выходу рек и озер из берегов, которые в свою очередь затапливают все на своем пути.

### Таяние снегов
Интенсивное таяние снега, особенно при промерзшей земле, приводит к затоплению дорог. Сила такого наводнения сильно зависит от многих факторов, поэтому может быть разной — от самой незначительной до катастрофической. Чаще всего сочетается с другими факторами.

### Цунами
На морских побережьях и островах наводнения могут возникнуть следом за цунами, в результате затопления прибрежной полосы волной, образующейся при землетрясениях или извержениях вулканов в океане. Подобные наводнения нередки на берегах Японии и на других островах Тихого океана. В озёрах и заливах такие волны могут возникать в результате крупных оползней.

### Поднятие дна
Одной из причин наводнений является повышение дна. Каждая река постепенно накапливает отложения в перекатах, в устьях и дельтах. Наводнение в таком случае происходит через несколько лет после начала процесса, имеет медленный характер, но легко предсказуемо и устранимо дноуглубительно-очистительными работами.

### Прорыв плотин или водохранилищ
Возникает в случае, если водохранилище или плотина (в том числе естественные), находящееся на водном объекте выше по течению, уже не могут сдерживать в силу каких-то обстоятельств (например, землетрясения) сильный напор воды. Причиной может также послужить сделанный по какой-то причине (наводнение на водохранилище, например) аварийный сброс воды через водохранилище в обход сооружения. Наводнение при этом получается очень мощным, разрушительным (сносит на своём пути в долине всё, вне зависимости от веса) и неравномерным (по разрушительной силе поток воды может быть сильнее и опаснее даже, чем цунами), но, как правило, кратковременным.

### Человеческий фактор
Каждый человек может ошибиться. Наводнения могут возникнуть даже из-за неправильного установления ливневой канализации.

### Иные природные причины
Причинами наводнений могут послужить: штормовые приливы, сгонно-нагонные явления, сейши, а также оползни, перегораживающие русла рек.

### Дополнительные факторы
Дополнительным негативным фактором в условиях города может послужить засор системы дождевой канализации, что в условиях, например, обильных дождей или активного таяния снегов может приводить к затоплению целых городских районов.

## Прогнозирование наводнений
Возможность иметь информацию о приближающемся наводнении позволяет предупредить население и принять соответствующие меры предосторожности. Например, фермеры, зная о надвигающемся наводнении, могут вывести животных из низко расположенных мест, а коммунальные службы могут создать аварийные запасы провизии и материалов, чтобы иметь возможность распределять их в случае проблем со снабжением во время наводнения. В случае опасности больших наводнений может быть организована эвакуация населения из опасных мест.
Для того, чтобы прогнозы разлива рек имели достаточно высокую точность, следует располагать данными о речном стоке и его зависимости от осадков на протяжении долгого периода наблюдений. Соотнеся эти данные с текущими показателями, такими как уровень воды в водохранилищах, уровни грунтовых вод, степень насыщенности водой водоносных горизонтов.
Данные метеорологических радиолокационных станций об осадках и общие методы прогнозирования очень важны для предсказания наступающих наводнений. В районах, где имеются данные многолетних наблюдений, интенсивность и высота наводнений может быть предсказана с очень хорошей точностью и на достаточно продолжительный период времени. Служба прогнозирования наводнений обычно предоставляет сведения о максимально ожидаемом уровне воды и примерном времени её наступления для наиболее важных мест вдоль участка реки. Также могут вычисляться ожидаемые периоды повторяемости наводнений. Во многих странах риск затопления городских территорий оценивается относительно так называемого «столетнего наводнения» (англ. 100-year flood) — наводнения, у которого вероятность наступления в столетний период составляет примерно 63 %.
Согласно сведениям подразделения Национальной метеорологической службы США в Таунтоне, Массачусетс, в общем случае закономерность такова, что при выпадении 22 мм осадков в пределах часа начинается опасное скопление воды на водонепроницаемых поверхностях, к которым обычно относится большая часть поверхности городских территорий. Многие подразделения метеорологической службы США выпускают руководства по оценке дождевых осадков, которые содержат сведения о том, какая норма осадков должна выпасть, чтобы начался внезапный паводок или обширное наводнение.
Также предпринимается вертолётная и спутниковая съёмка, позволяющая по цвету определять толщину льда, и, после физических расчётов, понять, насколько поднимется вода в реке, где, когда и как долго продлится.
Службы предупреждения наводнений должны принимать следующие решения:
- Повышать или изменять уровень опасности наводнения, доводя его до сведения соответствующих служб;
- В случае необходимости оповещать об угрозе наводнения население.

Решение об изменении текущего уровня опасности должно приниматься на основе комплекса данных, который включает:
- Надёжность прогнозных данных и оценку на основе их возможного развития ситуации на рассматриваемый период;
- Сколько времени потребуется населению, чтобы должным образом отреагировать на предупреждение;
- Временной отрезок от момента принятия решения об опасности до оповещения населения;
- Необходимость избежать необоснованных предупреждений, так как они могут повлечь значительные расходы и снизить эффективность предупреждений в будущем;
- Необходимость избежать ситуаций, когда предупреждение о наводнении отменяется, а затем через короткий период времени объявляется вновь.

### Национальные службы предупреждения наводнений
В Великобритании за предупреждение наводнений отвечают Агентство окружающей среды (англ. Environment Agency), организация «Национальные ресурсы Уэльса», а также Шотландское агентство по защите окружающей среды (англ. Scottish Environment Protection Agency), которые должны предупреждать, в пределах своих территорий, о риске наводнения в зависимости от шкалы опасности и технических возможностей по оказанию помощи.
В Соединённых Штатах Национальная метеорологическая служба выпускает отчёты о наблюдениях и предупреждения о наводнениях для случаев обширных затоплений и сезонных разливах рек. Сообщения выпускаются, когда наводнение возможно ожидать через сутки-двое, а предупреждения, когда предстоящие разливы и затопления неизбежны. И сообщения, и предупреждения могут выпускаться для отдельных округов, отдельных участков местности вдоль рек. Когда ожидается внезапное затопление, вызванное проливными дождями или прорывом плотины, выпускается специальное предупреждение (англ. flash flood warning).

## Способы предотвращения наводнений
Наиболее эффективный способ борьбы с наводнениями на реках — регулирование речного стока путём создания водохранилищ. Они выравнивают сток реки, делая его больше летом и меньше весной. Для борьбы с наводнениями на морском берегу используются оградительные дамбы. Ещё одним способом борьбы с наводнениями является углубление перекатов и других мелей. Для защиты от наводнений при таянии льда на реках чаще всего применяют динамит (или иное взрывчатое вещество), взрываемый в определённых местах реки, который, уничтожая торосы, даёт возможность воде течь свободно и помогает направить её в нужную сторону.

## История наводнений в России

### Наводнения в Краснодарском крае
В этом регионе наводнение — практически ежегодное стихийное бедствие , масштабы которого зависят от погодных условий. Но причины чаще всего кроются в социальной сфере, в том числе в застроенности поймы, водоохранных зон и замусоренности русла реки, сильно заросшего на отдельных участках.
Пример — катастрофическое наводнение в Краснодарском крае в 2012 году.

### Наводнения в Москве
Из истории Москвы известно, что наводнения на Москве-реке бывали нередко (весной, случались и в летнее время) и приносили большие бедствия городу. Так, в летописи за 1496 год говорится о лютой морозной зиме, больших снегах и великом паводке. В июле 1518 года и августе 1566 года наводнения произошли в результате длительных непрерывных дождей. В XVII в. отмечены три весенних наводнения: в 1607, 1655 (была повреждена южная стена Кремля, разрушено множество домов) и в 1687 году (снесено 4 наплавных моста через реку). В XVIII в. упоминается о шести наводнениях: 1702, 1703, 1709, 1778, 1783 и 1788 годах; в 1783 году от наводнений пострадали опоры Большого Каменного моста. При наводнениях в 1788, 1806, 1828 и 1856 годах были сделаны отметки на башне Новодевичьего монастыря и стенах некоторых зданий. Одно из самых больших наводнений на Москве-реке было в 1908 году, во время которого максимальный расход воды составил 2860 м³/с. Вода в реке поднялась на 8,9 м выше постоянного летнего горизонта, на набережных у Кремля слой её доходил до 2,3 м. Река и Водоотводный канал слились в одно русло шириной 1,5 км. Было затоплено 16 км² территории города. Во время наводнения 1926 года максимальный расход составил 2140 м³/с, подъём воды над меженью — 7,3 м. Следующее и последнее наводнение было в 1931 году (подъём воды 6,8 м). Ныне в верхней части бассейна Москвы-реки сооружены Истринское, Можайское, Рузское и Озернинское водохранилища, которые регулируют сток. Кроме того, русло реки в черте города местами расширено, резкие изгибы спрямлены, берега укреплены гранитными стенками набережных. После этого наводнения в черте города проходили почти незаметно.
Нередко наводнения возникали на р. Яузе во время весенних паводков и больших летних дождей. Особенно часто и сильно страдали современные Электрозаводская, Большая Семёновская, Бакунинская улицы, Преображенская, Русаковская, Рубцовская, Семёновская набережные. Дополнительной причиной наводнений на р. Яузе служило наличие мостов в виде кирпичных сводчатых труб недостаточного сечения. Большие весенние наводнения наблюдались в 1951 году (вода у Глебовского моста поднялась на 3,28 м), в 1952 (на 2,74 м), в 1955 году (на 2,04 м), в 1957 году (на 2,25 м). Взамен старых мостов построены высокие железобетонные мосты, по берегам — железобетонные стенки (с запасом на 0,5 м над максимальным паводковым горизонтом).
Наиболее часто Москва страдала от наводнений на р. Неглинной после заключения её в кирпичную трубу (в первой половине XIX в. на участке от устья до Самотёчной площади, в 1911—12 годах выше Самотёчной площади). Трубы были рассчитаны на пропуск только 13,7 м³/с воды, и почти ежегодно при больших ливнях она вырывалась из-под земли и затапливала Самотёчную и Трубную площади и Неглинную улицу. В 1949 году вода на Неглинной улице поднялась на 1,2 м. В 1960 после сильного ливня Неглинная улица превратилась в бурлящий поток. После ливня 25 июня 1965 года на перекрёстке Неглинной улицы и Рахмановского переулка образовалось озеро; площадь затопления составила 25 га. В 1966 году Неглинную улицу, Трубную и Самотёчную площади затапливало несколько меньше, дважды — 8 и 22 июня, в 1973 году — 7 и 9 августа; случалось это и в 1974 году. Ныне уложена новая труба, рассчитанная на пропуск воды 66,5 м³/с. Однако, усиление интенсивности ливней в Москве вновь приводит к сильным наводнениям: 26 июня 2005 года в районе Неглинной улицы и 9 июня 2006 года на шоссе Энтузиастов, когда водой были залиты первые этажи зданий.
Затопления проходили и на речках: Хапиловке, Рыбинке, Пресне и других, которые тоже возникали из-за больших ливней и недостаточного сечения труб (ныне уложены трубы большого сечения).

### Наводнения в Санкт-Петербурге
Наводнения в Санкт-Петербурге вызываются рядом факторов: возникающие на Балтике циклоны с преобладанием западных ветров вызывают нагонную волну и движение её в направлении устья Невы, где подъём воды усиливается из-за мелководья и сужения Невской губы. Также вклад в наводнения делают сейши, ветровые нагоны и другие факторы. Из-за этого наводнения происходят чуть чаще, чем раз в год, причём иногда вода поднимается на несколько метров — самое разрушительное из задокументированных наводнений произошло в 1691 году, когда вода в Неве поднялась на 762 сантиметра, из тех, что произошли после основания города — в 1824 году (421 сантиметр).